# パルクール

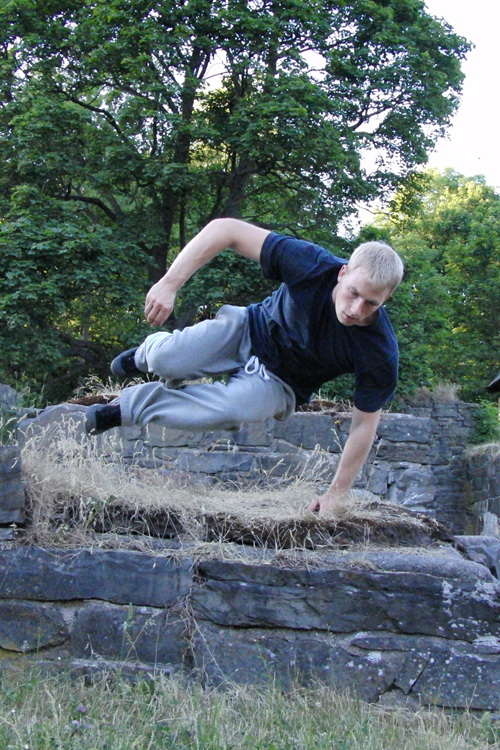
パルクールを行う様子

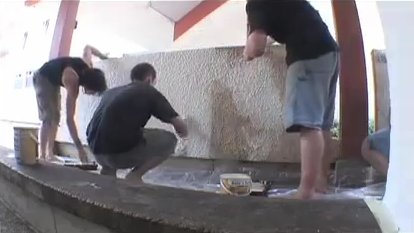
トレーサーが汚してしまった壁の補修をしている光景。

パルクール（仏: parkour、略：PK）は、移動動作を用いて人が持つ本来の身体能力を引き出し追求する方法および運動である。パルクールの実践者はトレーサー（traceurs、もしくはtraceuses）と呼ばれる。

## 概要
パルクールとは、フランス郊外の若者たちが生みだした、走る・跳ぶ・登るといった「移動」をすることで心身の鍛錬を行う運動方法である。都市や自然環境の中を自分の身体能力だけで滑らかに素早く通り抜けるため、走る・跳ぶ・登るの基本に加えて、壁や地形を活かして飛び移る・飛び降りる・回転して受け身をとるといったダイナミックな動作も繰り返し行われる。 l'art du déplacement（原語）という別名があるが、パルクールと同じ概念である。
トリッキングなどのアクロバットスポーツの技を取り入れたフリーランニングはパルクールとは異なるスポーツである。
フランス兵士としてインドシナ戦争を生き抜いた父レイモン・ベルと、息子ダヴィッド・ベルの二代でパルクールの基盤が創られた。世に広まるきっかけは息子ダヴィッドが仲間と結成した「ヤマカシ」というグループで、アクション性の高い彼らのパフォーマンスがリュック・ベッソンの映画『YAMAKASI』『TAXi2』などで取り上げられて、一躍有名となった。 特別な競技方法や動きの規定はなく、自主的な鍛錬として実践される。一方で、世間からは高度なアクションを要求するエクストリームスポーツとみなされていることが多い。
実践者の多くは、パルクールを通じて身体の機能性と現時点の限界を理解し、その上で鍛錬を通じて今の限界を超えうる方法を模索する。結果、「パルクール実践者はどのような環境でも自由に、かつ機能的に動くことのできる心身を得ることができる」 と、日本のパルクールシーンでは主張されている。 また、パルクールが包括するフィールドは非常に幅広く、運動分野のほかパフォーマンス、アート、ライフスタイルや哲学など多岐にわたる、と解説されている。
現在、日本ではパルクール指導専門企業「XTR」やURBAN UNION、monsterpkなどのプロのパルクールチームや企業が活動している他、アマチュアのチームなども自主的な活動をしている。

## 語源
パルクール (parkour)という言葉の成立には、レイモン・ベルが自分の行っていたトレーニングを息子のダヴィッド・ベルに教える際、"Le parcours"（ル・パルクール）という経路を表すフランス語を伝えたことが関わっている。
もともとは、障害物を使ったフランスの古典的な軍事訓練"parcours du combattant（突撃課程）"で進む課程を意味する仏語"parcours"が語源である。 フランス兵士としてこの軍事訓練を体験したレイモンド・ベルは、さらにこれを独自発展させて、登る・走る・跳ぶ・バランスをとる、といった要素をより多く含んだ訓練法を自主開発、"le parcours" と名付けた。父からこの動作鍛錬と名称を受け継いで発展させた息子のダヴィッド・ベルは、いわゆるスタントマンとして成功。俳優で映画監督のユベール・クンデからの助言もあり、鍛錬方法の名前にもっと力強さやダイナミックな印象を与えるため、cをkに変えて最後のsを取り除き、のちの"Parkour"となった。
パルクールの実践者は"traceur(仏)（英：トレイサー、仏：トラスール）"、また女性形として"traceuse(仏)（英：トレイサーズ、仏：トラスーズ）"という名前で呼ばれる。これらはフランス語の動詞で「追う」「進む」といった意味を持つ"tracer"という語に由来する。"traceur"という言葉はもともとダヴィッドを筆頭にSébastien Foucan（セバスティアン・フーカン）やStéphane Vigroux（ステファン・ヴィグルー）を含むパルクール団体の呼称であった。

## 歴史

### Méthode naturelle
パルクールの歴史は20世紀初頭、元フランス海軍将校の体育教官ジョルジュ・エベル(Georges Hébert)が作った、フランスの軍隊トレーニング法"méthode naturelle（日本語訳：自然な方法)"まで遡る。ジョルジュはアフリカを訪れた際、自然の中で生活する人々の身体能力に感銘を受け、歩く、走る、跳ぶ、這う、登る、バランスをとる、投げる、持ち上げる、自衛する、泳ぐといった10種の基礎的運動群からなるトレーニング法を考案した。このméthode naturelleは次の3つの力を培うものである。
- エネルギー的センス：エネルギー、意志力、勇気、冷静さ、堅実さ
- モラル的センス：慈悲、援助、自尊心、正直さ
- 身体的センス：筋力、呼吸

20世紀前半に勃発した二つの世界大戦で、参戦するフランス軍に彼のトレーニング法が導入されると、それは障害物を置いたコースを使う"parcours du combattant"という形に発展し、フランス軍兵士のスタンダードな強化訓練として広く採用された。

### ベル家

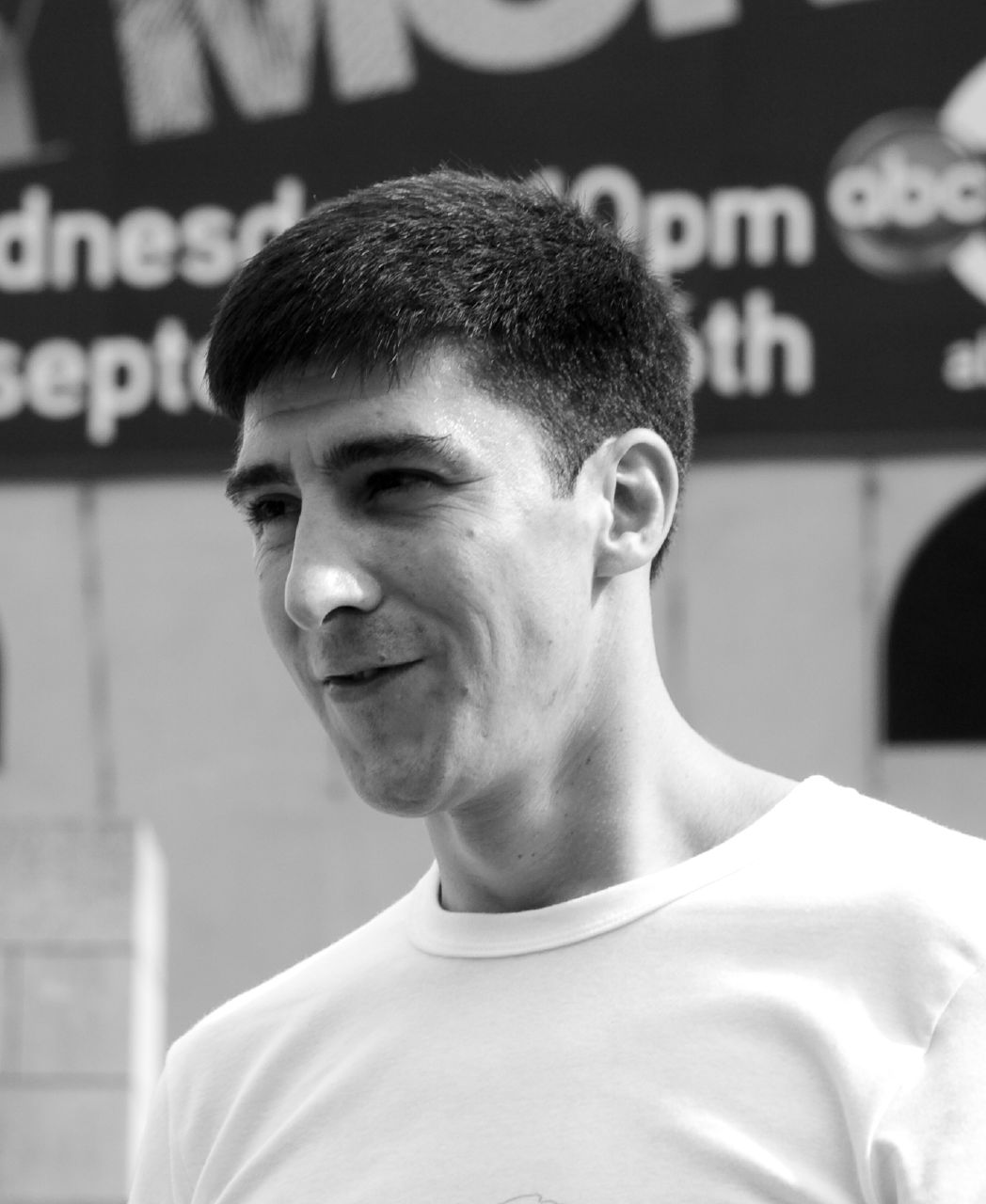
ダヴィッド・ベルはパルクールの発達に大きく貢献した。

1939年、レイモン・ベル(Raymond Belle)はフランス領インドシナ（のちのベトナム）に生まれた。1946年からの第一次インドシナ戦争で父を失ったレイモンは、7歳で中南部の都市ダラットの戦争孤児院に送られるが、そこで彼は戦争犠牲者にならないよう、夜中に起きては軍隊にある障害物コースを使って自主トレーニングをしていた。その甲斐もありレイモンはフランス軍に入隊、訓練を受けたのち兵士として1954年のディエンビエンフーの戦いを生き抜くと、フランスへ帰国した。その後も軍隊教育を受け続けたレイモンは1958年に軍教育を修め、19歳の時フランス軍管理下にあるパリ消防旅団 ("sapeures-pompiers") に入り、優れた身体能力を発揮してエリート消防士として活躍した。
レイモンの息子、ダヴィッド・ベル(David Belle)は1973年にフランスで生まれた。1984年にパリ郊外の街リスに引っ越すも、学校の陸上競技や体操競技に満足できなかったダヴィッドは、父レイモンから"Le parcours"というトレーニングを教わった。レイモンは自身の経験を基にした鍛錬をそう呼んでおり、物事を行う最善の方法（兵士や消防士として）を見つけるためにこれを何度も繰り返してきた、と息子に話した。たゆまぬトレーニングの重要性に気付いたダヴィッドは父親から"Le parcours"を学んで没頭し、自身の鍛錬に集中するべく15歳で学校を辞めた。そんな息子に、父レイモンはしばしば忠告していた。そうやって開発した体の強靭さや俊敏性は、実生活において役立てられるものでなければならないと。
息子ダヴィッドが続けていた鍛錬は、1990年代後半に実生活で開花する。リスで一緒にトレーニングをしていた友人のセバスチャン・フォーカンらを誘い、9人のメンバー（ダヴィッド・ベル、ヤン・ヌートラ、チャウ・ベル、ロラン・ピエモンテジ、セバスチャン・フォーカン、ギラン・ヌバ・ボイエク、チャルル・ペリエール、マリック・ディウフ、ウィリアムズ・ベル）から成るパルクール集団「ヤマカシ(Yamakasi)」を1997年に結成した。ヤマカシという名前は、コンゴの言語であるリンガラ語で"強靭な精神"、"強靭な肉体"、"強靭な人物"、"忍耐力"などを意味する語に由来する。
パリの様々なショーに出演したことで、彼らの高いパフォーマンスはフランスのエンターテイメント業界で注目されるようになった。一方、グループ内では活動の定義や方向性をめぐって不和が起こり、ダヴィッド・ベルとセバスチャン・フォーカンがヤマカシを離脱。この2人が1998年に、自分たちの動作鍛錬を「パルクール」 (Parkour) という新たな単語を使って 定義付けた。
その後、2001年に公開されたリュック・ベッソン監督の映画『YAMAKASI』、2003年のChannel4のドキュメンタリー作品『ジャンプ・ロンドン』などを通じてパルクールは世界中で注目を浴び、世界各国で実践者が増えていった。他方、ビルからビルへと飛び移るメディア映像の作品は、一般の人々にパルクールの偏った見方を与えることになった。映像のダイナミックな動きを真似しようとした未熟な実践者による落下事故などが相次いだため、現在では欧米諸国を中心にパルクールの安全な練習場が作られ、各地で気軽にパルクールを始められる環境整備が進められている。

## 関連団体と競技
2007年にアメリカ合衆国ニュージャージー州にて、世界フリーランニング・パルクール連盟（略称:WFPF）が設置される。
2014年、パルクールの非競技と競技、両方の振興団体として日本パルクール協会 (JPA) が発足。2017年、体操の国際競技連盟である国際体操連盟 (FIG) がパルクールを始める。パルクールのオリンピック入りを目指すものであった。JPAや国際パルクール組織パルクール・アースはこの動きに対し「不正であり侵害である」「パルクールは体操ではない」「パルクールは独立したスポーツだ」と批判した。FIGの日本の国内競技連盟日本体操協会にパルクール委員会は2018年4月に発足。IOC後援国際総合競技大会のワールドゲームズではワールドゲームズ2022アメリカ・バーミンガム大会から実施。
2024年パリオリンピックで体操の正式種目として実施が検討されたが国際体操連盟とIOC理事会の長期にわたる話し合いの結果、「パルクールはスポーツではない」などの意見もあり実施されないこととなった。しかし、日刊スポーツによると大会中、パルクールのお披露目が行われる。

### 競技
- 国際体操連盟（FIG）が主催したパルクール世界選手権（英語版）が行われている[21]。
- ワールドゲームズ2022でパルクール（英語版）が取り入れられた。

## 用語
l'art du déplacement
最初に紹介され、もしかすると一番的確な、この運動方法を指すフランス語。文字通り英語表記にすると"the art of displacement"。
Parkour
ダヴィッド・ベルによって紹介された、1998年に最初に使われた言葉である。これは"route"または"course"という意味のフランス語、parcoursという言葉に由来したもの。
Freerunning
Channel4 documentary "JUMP LONDON"（2003年）の制作に関わったフランスの練習者の代表であるGuillaume Pelletierによって、英語圏の視聴者にこの新しい概念を伝えるために使われた。
呼び方は様々であるが、この運動方法をいかに正しく実践しているかが重要であり、実践するにあたってどの言葉を使っても問題は無い。

## パルクールに伴う危険
パルクールを実践するためには、心身ともに日々トレーニングを積み、距離や危険性を測る感覚を養い、いかなる状況にも適応できる能力が必要である。そのためパルクールを始めて間もない時に、ネット動画に出てくるような動作を真似ることは、死亡、もしくは障害が残る可能性がある危険な行動である。よって初心者はトレーニングで体を慣らしていくことが重要である。
世界各国で、死亡事故が起きている。
- 2002年9月29日、パリで流行のヤマカシに影響を受けた22歳の青年が、友人らとパブに行ったあと立体駐車場に行き、立体駐車場から隣の立体駐車場へのジャンプに挑戦するも、着地したあと後ろによろめき約40フィート(約12m)の高さから転落死。ダーウィン賞を受賞した[22]。

- 2016年11月26日、ロシアのモスクワ市で、チェスのグランドマスターのユリ・エリセーエフ（英語版）が、パルクールの練習で集合住宅の12階の窓から隣の家のバルコニーに移ろうとして手すりでバランスを崩し転落死。20歳没[23]。

- 2022年8月、香港の九龍の尖沙咀で17歳の男子生徒が、ビルの屋上の間を飛び越えているときに誤って転落して死亡[24]。

## 靴選び
シューズは怪我防止や疲労軽減などの役割を持っている。また、足が生み出す力を倍増させる能力もある。

### 選び方のポイント
パルクールのシューズはランニングシューズや底の柔らかい靴が好ましい。また、登山靴メーカーなどからパルクール専用シューズも発売されていることがある。シューズは安いものから高いものがあるが、パルクールでのシューズは基本的に消耗品と考えた方が良い。これは、本気で練習するとシューズはすぐボロボロになるためである。高いものはモノによるが、長持ちするものもある一方、反対に安物はわりとすぐ壊れる可能性がある。日本国内におけるパルクールの人口は1000名以上と考えられているが、正確な調査は行われていない。日本国内で活動しているチーム・サークル・団体は、ネットで確認できるだけで約50ほど。そのほとんどは3、4人程度で活動しているが、都市部のチーム・団体では10人前後の大所帯のチームもある。日本ではパルクール人口が少ないためトレーサー同士が実際に出会う機会は少ないが、現在では全国で定期的に「練習会」「PKDAY」「JAM」「Girls JAM」などの練習会が開かれておりトレーサー同士が交流する貴重な機会になっている。また個人間、チーム間の小規模な練習会が開かれる事も少なからずある。練習会の告知は練習会を主催するトレーサーが主にTwitterやFacebookなどのSNSで告知することが多い。一部の都市ではパルクールを教える教室も開かれている。

## 関連人物
- 佐藤惇 - パルクール指導員、日本パルクール協会会長
- 石沢憲哉 - 合同会社SENDAI X TRAINを設立（宮城県）
- YUUTAROU - MISSION PARKOUR PARKを設立（東京都）
- 佐藤耕大 - パルクールにおけるビジネスシーンの立役者（東京都）

## パルクールの動作が行える二足歩行ロボット
2018年10月11日、ボストン・ダイナミクス社の最新型アトラスが「パルクール」を軽々とやってのける動作を撮影した新映像が公開された。

## メディア
アクションシーンにパルクール・フリーランニングを取り入れたり、実践者が出演した映画が製作されている。映画以外にも2007年に発売された『アサシン クリード』など、アクションゲームにパルクール・フリーランニングの動きを取り入れた例がある。以下にパルクールを題材とした作品を解説付きで掲載する。

### その他の作品
以下に映画以外のパルクールやフリーランニングを取り入れた主な作品を上げる。
移動が快適になるため、ゲームにはアクションの主体としなくともヴォルトの動作などを取り入れている例がある。
- ジャンプ・ロンドン（2003年、イギリス。ドキュメンタリー番組）

## 派生競技
- チェイスタグ